# Tim Hudson
Timothy Adam Hudson (ur. 14 lipca 1975) – amerykański baseballista, który występował na pozycji miotacza.
W latach 1994–1995 grał w drużynie uniwersyteckiej roku studiował na Chattahoochee Valley Community College, po czym przeniósł się na Auburn University, gdzie przez dwa kolejne sezony był członkiem zespołu Auburn Tigers, a w 1996 uzyskując bilans W-L 15–2 i średnią 0,396, został wybrany najlepszym zawodnikiem Southeastern Conference. W czerwcu 1997 został wybrany w szóstej rundzie draftu przez Oakland Athletics i początkowo grał w klubach farmerskich tego zespołu, między innymi w Vancouver Canadians, reprezentującym poziom Triple-A. W Major League Baseball zadebiutował 8 czerwca 1999 w meczu przeciwko San Diego Padres notując zwycięstwo. W 1999 zanotował 11 zwycięstw przy 2 porażkach, a w głosowaniu do nagrody AL Rookie of the Year Award zajął 5. miejsce. W sezonie 2000 po raz pierwszy zagrał w Meczu Gwiazd i zanotował najwięcej wygranych w American League (20), a w głosowaniu na najlepszego miotacza w lidze zajął 2. miejsce za Pedro Martínezem z Boston Red Sox.
W grudniu 2004 w ramach wymiany zawodników przeszedł do Atlanta Braves. 6 sierpnia 2005 w meczu z St. Louis Cardinals zaliczył 100. wygraną w MLB. W styczniu 2006 otrzymał powołanie do reprezentacji Stanów Zjednoczonych na marcowy turniej World Baseball Classic, jednak odmówił występu z powodów zdrowotnych. W sierpniu 2008 zmuszony był przejść operację Tommy’ego Johna, a po raz pierwszy po rehabilitacji zagrał 1 września 2009 w meczu z Florida Marlins notując zwycięstwo.
W listopadzie 2009 podpisał nowy, trzyletni z opcją przedłużenia o rok kontrakt wart 37 milionów dolarów. 28 sierpnia 2009 w spotkaniu z Florida Marlins ustanowił rekord kariery zaliczając 13 strikeoutów. 30 kwietnia 2013 w meczu przeciwko Washington Nationals został trzecim, aktywnym wówczas miotaczem, który osiągnął pułap 200 zwycięstw.
W listopadzie 2013 jako wolny agent podpisał dwuletni kontrakt wart 23 miliony dolarów z San Francisco Giants. 27 sierpnia 2014 w spotkaniu z Colorado Rockies zaliczył 2000. strikeout w MLB. W tym samym roku zagrał w dwóch meczach World Series, w których Giants pokonali Kansas City Royals 4–3.
Po sezonie zasadniczym 2015 zakończył zawodniczą karierę.
| Nagroda/wyróżnienie      | Lata                   | Źródło |
| 4× All-Star              | 2000, 2004, 2010, 2014 | [ 5 ]  |
| Zwycięzca w World Series | 2014                   | [ 15 ] |